# Fortune Records

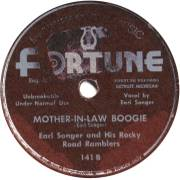
Mother-In-Law Boogie van Earl & Joyce Songer with the Rocky Road Ramblers, uitgebracht door Fortune Records rond 1951

Fortune Records was een onafhankelijk Amerikaans platenlabel in Detroit, dat vooral actief was van 1946 tot ongeveer 1972. Het label was een onderneming van het echtpaar Jack en Devora Brown, het werd aanvankelijk opgericht om Devora's muziek uit te brengen. Fortune Records bracht muziek uit verschillende genres uit, vooral rhythm & blues, soul en doo-wop. Ook verscheen er wel popmuziek, bigband-muziek, hillbilly, gospel, rock-'n-roll en zelfs polka. Het label had twee sublabels: Hi-Q Records en Strate-8. Fortune Records heeft zo'n 400 singles uitgebracht, naast enkele tientallen elpees.
Op het label verschenen platen van onder meer John Lee Hooker, Big Maceo Merriweather, Calvin Frazier, Bobo Jenkins, Kenny Burrell, Danny Richards, Robert Barnes (=Bootsie Barnes), Choker Campbell, Joe Weaver (onder meer met The Don Juans), Five Dollars (dezelfde groep als de Don Juans), The Davis Sisters ("Jealous Love", de eerste hit op nationaal niveau in Amerika), de York Brothers en Skeets McDonald. Er verschenen ook verschillende klassiek geworden doo-wopnummers van Nolan Strong & the Diablos. Een nummer van Nathaniel Mayer, "Village of Love", was een grote hit (22 in de Billboard-lijst voor pop, 16 op de r& b-lijst). Ook Andre Williams had er een grote hit, "Bacon Fat" (nummer 9 op de r&b-lijst).
Zoon Sheldon Brown heeft thans (2012) de rechten op de opnames die nu beheerd en heruitgegeven worden (op mp3) door Westwood Music Group.